# Eduardo Jiménez Coronado
Eduardo Humberto Jiménez Coronado (Coronel, 24 de julio de 1955) es un exfutbolista chileno que se desempeñaba como lateral derecho. Fue campeón nacional de Primera División en 1980, y dos veces vicecampeón de América con Cobreloa.

## Trayectoria
Debutó en Lota Schwager en 1974, en donde estuvo hasta 1978, cuando pasó a Cobreloa. Con Vicente Cantatore en la banca, Jiménez pasó a actuar en el mediocampo, en conjunto con Armando Alarcón y Víctor Merello, para luego jugar como volante de contención o defensa central.
En Cobreloa se coronó campeón en 1980, y disputó las finales de Copa Libertadores de 1981 y 1982 frente a Flamengo y Peñarol.
Luego de pasar por Santiago Wanderers en 1983, volvió a Lota Schwager en 1984. Luego pasó por Deportes Concepción y Huachipato antes de su retiro definitivo en 1987 en Lota.

## Clubes
| Club                | País  | Año       |
| ------------------- | ----- | --------- |
| Lota Schwager       | Chile | 1974-1978 |
| Cobreloa            | Chile | 1979-1982 |
| Santiago Wanderers  | Chile | 1983      |
| Lota Schwager       | Chile | 1984      |
| Deportes Concepción | Chile | 1985      |
| Huachipato          | Chile | 1986      |
| Lota Schwager       | Chile | 1987      |

## Palmarés

### Campeonatos nacionales
| Título           | Club     | País  | Año  |
| ---------------- | -------- | ----- | ---- |
| Primera División | Cobreloa | Chile | 1980 |
| Primera División | Cobreloa | Chile | 1982 |